# Выселки (Рыбновский район)
Выселки — деревня в Рыбновском районе Рязанской области. Входит в Батуринское сельское поселение.

## География
Находится в западной части Рязанской области на расстоянии приблизительно 4 км на север-северо-запад по прямой от железнодорожного вокзала в городе Рыбное вблизи остановки поезда Истодники на железнодорожной линии Москва-Рязань.

## История
На карте 1850 года показана как поселение с 28 дворами. В 1859 году здесь (тогда Зеленинские выселки Рязанского уезда Рязанской губернии) было учтено 28 дворов, в 1897 — 74.

## Население
Численность населения: 346 человек (1859 год), 351 (1897), 318 в 2002 году (русские 96 %), 298 в 2010.